# Mars 2006 en sport
Cette page concerne l'actualité sportive du mois de mars 2006.

## Mercredi1ermars
- Football : matches amicaux internationaux dont France 1-2 Slovaquie.

## Samedi4 mars
- Ski alpin, coupe du monde : 
  - L'Italien Davide Simoncelli remporte le slalom géant de Yongpyong en Corée du Sud.
  - La Croate Janica Kostelić remporte le combiné de Kvitfjell en Norvège.
- Saut à ski, coupe du monde : l'Autriche remporte le concours par équipe à Lahti en Finlande.

## Dimanche5 mars
- Cyclisme, prologue de Paris-Nice : l'Américain Bobby Julich remporte le prologue de la Route du soleil.
- Ski alpin, coupe du monde : 
  - L'Américain Ted Ligety remporte le second slalom géant de Yongpyong en Corée du Sud.
  - L'Espagnole Maria Jose Rienda remporte le slalom géant de Kvitfjell en Norvège.
- Ski de fond, Vasaloppet : le Suédois Daniel Tynell s'impose.
- Saut à ski, coupe du monde : le Finlandais Janne Happonen remporte le concours de Lahti en Finlande.
- Sport automobile, Rallye du Mexique : le Français Sébastien Loeb remporte cette manche du championnat du monde et prend la tête du classement général après trois épreuves.

## Lundi6 mars
- Cyclisme, première étape de Paris-Nice : le Belge Tom Boonen remporte la première étape et s'empare du maillot de leader du classement général.

## Mardi7 mars
- Cyclisme, deuxième étape de Paris-Nice : le Belge Tom Boonen enlève une deuxième étape de rang et conserve le maillot de leader du classement général.

- Football, huitièmes de finale retour de la Ligue des champions :
  - FC Barcelone 1 - 1 Chelsea FC;
  - Villarreal CF 1 - 1 Glasgow Rangers;
  - Juventus 2 - 1 Werder Brême.

- Saut à ski, coupe du monde : le Suisse Andreas Küttel a remporté le concours de Kuopio en Finlande.

- Ski de fond, manche de coupe du monde à Borlänge, Suède : 
  - L'Italienne Arianna Follis remporte le sprint féminin.
  - Le Suédois Thobias Fredriksson enlève le sprint masculin.

## Mercredi8 mars
- Basket-ball, Saison NBA 2005-2006 : les New Orleans/Oklahoma City Hornets ont joué leur tout premier match à La Nouvelle-Orléans depuis l'ouragan Katrina. Les Hornets se sont inclinés 107-113 face aux Lakers de Los Angeles. Ce fut le premier événement sportif professionnel à La Nouvelle-Orléans depuis l'ouragan.

- Biathlon : manche de coupe du monde masculine à Pokljuka, Slovaquie : le Norvégien Ole Einar Bjørndalen remporte le 10 km sprint.

- Cyclisme : 
  - Paris-Nice, troisième étape : l'Espagnol Patxi Vila remporte la troisième étape et l'Américain Floyd Landis s'empare du maillot de leader du classement général. Article détaillé : Paris-Nice 2006.
  - Tirreno-Adriatico, première étape : l'Italien Paolo Bettini remporte la première étape et s'empare du maillot de leader du classement général.

- Football, huitièmes de finale retour de la ligue des champions :
  - Milan AC 4 - 1 Bayern Munich;
  - Liverpool FC 0 - 2 Benfica Lisbonne;
  - Olympique lyonnais 4 - 0 PSV Eindhoven;
  - Arsenal FC 0 - 0 Real Madrid.

- Ski de fond, manche de coupe du monde à Falun, Suède : 
  - L'Allemande Evi Stehle Sachenbacher remporte la poursuite de 2 × 5 km.
  - Le Norvégien Petter Northug enlève la poursuite de 2 × 10 km.

## Jeudi9 mars
- Biathlon, manche de Coupe du monde de biathlon 2005-06 féminine à Pokljuka, Slovaquie : la Norvégienne Linda Tjörhom remporte le 7,5 km sprint.

- Cyclisme sur route : 
  - Paris-Nice, quatrième étape : le Belge Tom Boonen remporte une troisième étape et l'Américain Floyd Landis conserve le maillot de leader du classement général. 
  - Tirreno-Adriatico, deuxième étape : l'Italien Paolo Bettini remporte la deuxième étape et conserve le maillot de leader du classement général.

- Football, huitièmes de finale aller de la Coupe UEFA :
  - FC Bâle 2 - 0 Racing Club de Strasbourg;
  - Udinese Calcio 0 - 0 Levski Sofia;
  - Olympique de Marseille 0 - 1 Zénith Saint-Pétersbourg;
  - Lille OSC 1 - 0 FC Séville;
  - Steaua Bucarest 2 - 0 Real Betis Séville;
  - Middlesbrough FC 1 - 0 AS Rome;
  - FC Rapid Bucarest 2 - 0 Hambourg SV ;
  - US Palerme 1 - 0 FC Schalke 04.

- Ski de fond, manche de coupe du monde à Drammen, Norvège : 
  - La Slovène Petra Majdic s'impose dans le sprint féminin.
  - Le Norvégien Jens Arne Svartedal remporte le sprint masculin.

- Sport hippique : récent vainqueur du Prix d'Amérique, Jag de Bellouet est déclassé en raison d'un contrôle antidopage positif.

## Vendredi10 mars
- Athlétisme : début des épreuves des Championnats du monde en salle à Moscou.

- Cyclisme sur route : 
  - Paris-Nice, cinquième étape : l'Espagnol Joaquim Rodríguez remporte cette étape entre Avignon et Digne-les-Bains. L'Américain Floyd Landis conserve le maillot de leader du classement général avec 9 secondes d'avance sur le deuxième, l'Espagnol Patxi Vila. 
  - Tirreno-Adriatico, troisième étape : l'Espagnol Óscar Freire remporte la troisième étape et s'empare le maillot de leader du classement général. À noter l'abandon du leader du classement général, Paolo Bettini, à la suite d'une chute.

- Handisport, Jeux paralympiques : ouverture des Jeux paralympiques d'hiver à Turin.

- Saut à ski, manche de coupe du monde : l'Autrichien Thomas Morgenstern enlève le concours de Lillehammer sur le tremplin K134. Le Tchèque Jakub Janda (17e à Lillehammer) conserve la tête du classement général de la Coupe du monde avec 52 points d'avance sur le Finlandais Janne Ahonen (25e à Lillehammer).

- Ski alpin, manche de coupe du monde : 
  - L'Autrichien Benjamin Raich remporte le premier slalom de Shiga Kogen (Japon) et prend une solide option sur le gain du gros globe de cristal cette saison.
  - La Croate Janica Kostelić s'impose dans le slalom spécial de Levi (Finlande). Kostelic' consolide sa première place au classement général de la Coupe du monde avec 274 points d'avance sur la Suédoise Anja Pärson.

## Samedi11 mars
- Biathlon, manche de Coupe du monde de biathlon 2005-06 à Pokljuka (Slovaquie) : 
  - Le Norvégien Ole Einar Bjørndalen remporte la poursuite masculine.
  - La Française Sandrine Bailly enlève la poursuite féminine.

- Cyclisme sur route : 
  - Paris-Nice, sixième étape : le Kazakh Andrey Kashechkin remporte cette étape. L'Américain Floyd Landis conserve le maillot de leader du classement général. 
  - Tirreno-Adriatico, quatrième étape : le Norvégien Thor Hushovd gagne au sprint devant l'Italien Alessandro Petacchi. La photo finish fut nécessaire pour départager les deux coureurs. L'Espagnol Óscar Freire conserve le maillot de leader du classement général.

- Rugby à XV, quatrième journée du Tournoi des Six Nations : 
  - XV de Galles 18 - 18 XV d'Italie
  - XV d'Irlande 15 - 9 XV d'Écosse

- Ski alpin, manche de coupe du monde : 
  - Le Finlandais Kalle Palander remporte le second slalom de Shiga Kogen (Japon).
  - La Suédoise Anja Pärson s'impose dans le second slalom spécial de Levi (Finlande).

- Ski de fond, manche de coupe du monde à Oslo (Norvège) : 
  - La Russe Julija Tchepalova remporte le 30 km féminin.
  - Le Suédois Anders Södergren s'impose sur le 50 km masculin.

- Sport automobile, Formule 1 : le septuple champion du monde de Formule 1, l'Allemand Michael Schumacher, sur Ferrari, réalise, en 1 min 31 s 431 le meilleur temps des essais qualificatifs du Grand Prix de Bahreïn, première épreuve du championnat du monde 2006, égalant ainsi le record de « pole positions » (65), détenu jusque-là par le Brésilien Ayrton Senna. Il aura à ses côtés sur la grille départ son nouveau coéquipier brésilien Felipe Massa, âgé de 24 ans

- Apnée, Stéphane Mifsud a battu le record du monde d'apnée dynamique à Rouen en nageant 213 mètres, il est resté 4 minutes 22 sous l'eau

## Dimanche12 mars
- Biathlon, championnats du monde à Pokljuka (Slovaquie) : le relais mixte est remporté par la Russie devant l'Allemagne et la France.

- Cyclisme sur route : 
  - Paris-Nice, septième et dernière étape : le Suisse Markus Zberg remporte cette étape. L'Américain Floyd Landis remporte l'épreuve devant l'Espagnol Patxi Vila.
  - Tirreno-Adriatico, cinquième étape : le Suisse Fabian Cancellara remporte l'étape. Le Néerlandais Thomas Dekker s'empare du maillot de leader du classement général.

- Rugby à XV, quatrième journée du Tournoi des Six Nations : 
  - XV de France 31 - 6 XV d'Angleterre. À une journée du terme de l'épreuve, l'équipe de France prend la tête du classement général.

- Saut à ski, coupe du monde : le Polonais Adam Małysz a remporté le concours d'Oslo en Norvège.

- Sport automobile, Grand Prix de Bahreïn de Formule 1 : l'Espagnol Fernando Alonso sur Renault remporte le premier grand prix de la saison devant l'Allemand Michael Schumacher sur Ferrari.

## Mardi14 mars
- Cyclisme sur route, septième et dernière étape de Tirreno-Adriatico : l'Italien Alessandro Petacchi remporte l'étape. Le Néerlandais Thomas Dekker remporte le classement général final de l'épreuve.

- Football, huitièmes de finale retour de la ligue des champions :
  - Inter Milan 1 - 0 Ajax Amsterdam.

## Mercredi15 mars
- Football : 
  - Coupe UEFA, huitièmes de finale retour :
    - Hambourg SV  3 - 1  FC Rapid Bucarest;
    - AS Rome  2 - 1  Middlesbrough FC;
    - FC Séville  2 - 0  Lille OSC.

  - Algarve Cup : en finale, l'équipe d'Allemagne de football féminin remporte l'épreuve aux tirs au but après un match nul sans but face à l'équipe des États-Unis de football féminin. Dans le match pour la troisième place, l'équipe de Suède de football féminin s'impose 1-0 face à l'équipe de France de football féminin.

- Jeux du Commonwealth : ouverture des Jeux du Commonwealth à Melbourne (Australie).

- Ski alpin, coupe du monde à Aare : 
  - Le Norvégien Aksel Lund Svindal gagne la descente masculine. L'Autrichien Michael Walchhofer remporte le globe de cristal de la discipline.
  - La Suédoise Anja Pärson enlève la descente féminine.

- Ski de fond, manche de coupe du monde à Changchun, Chine : 
  - La Norvégienne Marit Bjørgen s'impose dans le sprint féminin et remporte la Coupe du monde de sprint.
  - Le Suédois Thobias Fredriksson remporte le sprint masculin. Le Suédois Björn Lind remporte la Coupe du monde de sprint.

## Jeudi16 mars
- Biathlon, Coupe du monde de biathlon 2005-06 à Kontiolahti, Finlande : 
  - La Suédoise Anna Carin Olofsson s'impose sur le sprint féminin sur 7,5 km.
  - Le Suédois Carl-Johan Bergman remporte le sprint masculin sur 10 km.

- Football, huitièmes de finale retour de la Coupe UEFA :
  - Racing Club de Strasbourg  2 - 2  FC Bâle ;
  - Levski Sofia  2 -1  Udinese Calcio ;
  - Zénith Saint-Pétersbourg 1 - 1 Olympique de Marseille;
  - Real Betis Séville  0 - 3  Steaua Bucarest;
  - FC Schalke 04  3 -0 US Palerme.

- Ski alpin, coupe du monde à Aare : 
  - L'Américain Bode Miller gagne le Super G masculin. Le Norvégien Aksel Lund Svindal remporte le globe de cristal de la discipline.
  - L'Autrichienne Nicole Hosp enlève le Super G féminin. La Croate Janica Kostelić remporte pour la troisième fois le gros globe de cristal.

## Vendredi17 mars
- Ski alpin, coupe du monde à Aare : 
  - L'Autrichien Benjamin Raich gagne le slalom géant masculin. Benjamin Raich remporte le gros globe de cristal.
  - La Croate Janica Kostelić enlève le slalom géant féminin.

## Principaux rendez-vous sportifs du mois de mars 2006
- 1er mars : Football : matches amicaux internationaus dont France-Slovaquie
- 1er au 5 mars : Ski alpin : manche de Coupe du monde de ski alpin 2006 masculine à Yongpyong, Corée du Sud
- 1er au 5 mars : Ski alpin : manche de Coupe du monde de ski alpin 2006 féminine à Hafjell, Norvège
- 3 au 5 mars : Rallye, Championnat du monde des rallyes 2006 : Rallye du Mexique
- 5 mars : Ski de fond, Vasaloppet
- 5 au 12 mars : Cyclisme, UCI ProTour 2006, Paris-Nice 2006
- 6 au 19 mars : Tennis, Saison 2006 de l'ATP, Masters d'Indian Wells
- 6 au 19 mars : Tennis, Saison 2006 de la WTA, Tournoi de tennis d'Indian Wells
- 7 et 8 mars : Football : Ligue des Champions 2005-2006, huitièmes de finale retour
- 8 mars : Ski de fond : manche de Coupe du monde de ski de fond 2006 à Falun, Suède
- 8 au 11 mars : Biathlon : manche de Coupe du monde de biathlon 2005-06 féminine à Pokljuka, Slovaquie
- 8 au 14 mars : Cyclisme : UCI ProTour 2006, Tirreno-Adriatico 2006
- 9 mars : Football : Coupe UEFA 2005-2006, huitièmes de finale aller
- 9 mars : Ski de fond : manche de Coupe du monde de ski de fond 2006 à Drammen, Norvège
- 10 mars : Saut à ski : manche de Coupe du monde de saut à ski 2006 à Lillehammer, Norvège
- 10 au 11 mars : Ski alpin : manche de Coupe du monde de ski alpin 2006 masculine à Shiga Kogen, Japon
- 10 au 11 mars : Ski alpin : manche de Coupe du monde de ski alpin 2006 féminine à Levi, Finlande
- 10 au 12 mars : Athlétisme : Championnats du monde d'athlétisme en salle 2006 à Moscou (Russie)
- 10 au 19 mars : Jeux paralympiques : Jeux paralympiques d'hiver 2006 à Turin (Italie)
- 11 et 12 mars : Rugby à XV : Tournoi des six nations 2006, 4e journée
- 12 mars : Formule 1 : Grand Prix automobile de Bahreïn
- 15 au 19 mars : Ski alpin : manche de Coupe du monde de ski alpin 2006 masculine et féminine à Aare, Suède
- 15 au 26 mars : Jeux du Commonwealth à Melbourne, Australie
- 16 mars : Football : Coupe UEFA 2005-2006, huitièmes de finale retour
- 16 au 19 mars : Biathlon : manche de Coupe du monde de biathlon 2005-06 féminine à Kontiolahti, Finlande
- 18 mars : Cyclisme : UCI ProTour 2006, Milan-San Remo 2006
- 18 et 19 mars : Rugby à XV : Tournoi des six nations 2006, 5e et dernière journée
- 18 et 19 mars : Saut à ski : manche de Coupe du monde de saut à ski 2006 à Planica, Slovénie
- 19 mars : Formule 1 : Grand Prix automobile de Malaisie
- 20 au 26 mars : Patinage artistique : Championnats du monde de patinage artistique 2006, à Calgary (Canada)
- 20 mars au 4 avril : Tennis, Saison 2006 de la WTA, Saison 2006 de l'ATP, Tournoi de tennis de Miami
- 23 au 26 mars : Biathlon : manche de Coupe du monde de biathlon 2005-06 féminine à Holmenkollen, Norvège
- 23 au 26 mars : Rallye, Championnat du monde des rallyes 2006 : Rallye de Catalogne
- 26 mars : Moto, Championnat du monde de vitesse moto 2006 : Grand Prix moto d'Espagne
- 26 et 27 mars : Volley-ball : Ligue des Champions de volley-ball masculin 2005-2006, finale à quatre
- 28 et 29 mars : Football : Ligue des Champions 2005-2006, quarts de finale aller
- 30 mars : Football : Coupe UEFA 2005-2006, quarts de finale aller
- 31 mars au 2 avril : Basket-ball : Euroligue de basket-ball féminin 2005-2006, finale à quatre